# Matt Bettencourt
Matt Bettencourt (Alameda, 12 april 1975), is een Amerikaanse golfer. 

## Biografie
Bettencourt werd in 2001 professional. In 2008 won hij twee toernooien op de Nationwide Tour: in september de Oregon Classic en zes weken later de seizoensafsluiter, het Nationwide Tour Championship at TPC Craig Ranch. Mede als gevolg van deze overwinningen stond hij nummer 1 op de Order of Merit van de Nationwide Tour, hetgeen gevolgd werd door automatische promotie naar de Amerikaanse PGA Tour van 2009. 
Eind 2009 werd hij 10de bij de US Open en eindigde hij nummer 111 op de Order of Merit, net hoog genoeg om zijn spelerskaart te behouden. In 2010 won hij het Reno-Tahoe Open, zodat zijn speelrecht vast stond tot eind 2012.

## Overwinningen
Amerikaanse PGA Tour
- 2010: Reno-Tahoe Open

Nationwide Tour
- 2008: Oregon Classic, Nationwide Tour Championship

Overige tours
- 2002: Northern California Open
- 2003: Northern California Open
- 2007: Northern California Open